# Kanada az 1972. évi nyári olimpiai játékokon
Kanada az NSZK-beli Münchenben megrendezett 1972. évi nyári olimpiai játékok egyik részt vevő nemzete volt. Az országot az olimpián 18 sportágban 208 sportoló képviselte, akik összesen 5 érmet szereztek.

## Érmesek
| Érem  | Versenyző                                                               | Sportág    | Versenyszám                  |
| ----- | ----------------------------------------------------------------------- | ---------- | ---------------------------- |
| Ezüst | Bruce Robertson                                                         | Úszás      | Férfi 100 m pillangó         |
| Ezüst | Leslie Cliff                                                            | Úszás      | Női 400 m vegyes             |
| Bronz | Erik Fish Robert Kasting William Kennedy William Mahony Bruce Robertson | Úszás      | Férfi 4 × 100 m vegyes váltó |
| Bronz | Donna-Marie Gurr                                                        | Úszás      | Női 200 m hát                |
| Bronz | Paul Côté John Ekels David Miller                                       | Vitorlázás | Soling                       |

## Atlétika
Férfi
| Versenyző                                            | Versenyszám     | Előfutam | Előfutam | Előfutam | Negyeddöntő | Negyeddöntő | Negyeddöntő | Elődöntő | Elődöntő | Elődöntő | Döntő         | Döntő         |
| Versenyző                                            | Versenyszám     | Idő      | Hely.    | Össz.    | Idő         | Hely.       | Össz.       | Idő      | Hely.    | Össz.    | Idő           | Helyezés      |
| ---------------------------------------------------- | --------------- | -------- | -------- | -------- | ----------- | ----------- | ----------- | -------- | -------- | -------- | ------------- | ------------- |
| Charlie Francis                                      | 100 m           | 10,68    | 3.       | 44.*     | 10,51       | 8.          | 23.         | kiesett  | kiesett  | kiesett  | kiesett       | kiesett       |
| Brian MacLaren                                       | 400 m           | 47,65    | 7.       | 42.      | kiesett     | kiesett     | kiesett     | kiesett  | kiesett  | kiesett  | kiesett       | kiesett       |
| Ken Elmer                                            | 1500 m          | 3:46,6   | 8.       | 49.      |             |             |             | kiesett  | kiesett  | kiesett  | kiesett       | kiesett       |
| Bill Smart                                           | 1500 m          | 3:49,2   | 8.       | 54.      |             |             |             | kiesett  | kiesett  | kiesett  | kiesett       | kiesett       |
| Bob Finlay                                           | 5000 m          | 13:44,0  | 6.       | 21.      |             |             |             |          |          |          | kiesett       | kiesett       |
| Grant McLaren                                        | 5000 m          | 13:43,8  | 5.       | 20.      |             |             |             |          |          |          | kiesett       | kiesett       |
| Rich McDonald                                        | 110 m gát       | 14,36    | 3.       | 25.      |             |             |             | 14,22    | 6.       | 11.      | kiesett       | kiesett       |
| Tony Nelson                                          | 110 m gát       | 14,73    | 7.       | 32.      |             |             |             | kiesett  | kiesett  | kiesett  | kiesett       | kiesett       |
| Karl-Heinz Merschenz                                 | 50 km gyaloglás |          |          |          |             |             |             |          |          |          | nem ért célba | nem ért célba |
| Alex Oakley                                          | 50 km gyaloglás |          |          |          |             |             |             |          |          |          | 4:28:42       | 21.           |
| Ian Gordon Brian MacLaren Craig Blackman Tony Powell | 4 × 400 m váltó | 3:04,22  | 4.       | 10.      |             |             |             |          |          |          | kiesett       | kiesett       |

| Versenyző     | Versenyszám   | Selejtező                | Selejtező                | Döntő    | Döntő    |
| Versenyző     | Versenyszám   | Eredmény                 | Helyezés                 | Eredmény | Helyezés |
| ------------- | ------------- | ------------------------ | ------------------------ | -------- | -------- |
| John Beers    | Magasugrás    | 215 cm                   | 13.                      | 215 cm   | 6.*      |
| Rick Cuttell  | Magasugrás    | 209 cm                   | 28.                      | kiesett  | kiesett  |
| John Hawkins  | Magasugrás    | 215 cm                   | 14.*                     | 215 cm   | 9.       |
| Kirk Bryde    | Rúdugrás      | érvényes kísérlet nélkül | érvényes kísérlet nélkül | kiesett  | kiesett  |
| Bruce Simpson | Rúdugrás      | 510 cm                   | 3.*                      | 520 cm   | 5.       |
| Bruce Pirnie  | Súlylökés     | 19,18 m                  | 14.                      | 18,90 m  | 17.      |
| Ain Roost     | Diszkoszvetés | 56,58 m                  | 21.                      | kiesett  | kiesett  |
| André Claude  | Gerelyhajítás | 75,56 m                  | 16.                      | kiesett  | kiesett  |
| Rick Dowswell | Gerelyhajítás | 77,42 m                  | 13.                      | kiesett  | kiesett  |

| Versenyző  | Versenyszám | 100 m | 100 m | Távolugrás | Távolugrás | Súlylökés | Súlylökés | Magasugrás | Magasugrás | 400 m | 400 m | 110 m gát | 110 m gát | Diszkoszvetés    | Diszkoszvetés    | Rúdugrás      | Rúdugrás      | Gerelyhajítás | Gerelyhajítás | 1500 m        | 1500 m        | Végeredmény   | Végeredmény   |
| Versenyző  | Versenyszám | Idő   | Pont  | Eredmény   | Pont       | Eredmény  | Pont      | Eredmény   | Pont       | Idő   | Pont  | Idő       | Pont      | Eredmény         | Pont             | Eredmény      | Pont          | Eredmény      | Pont          | Idő           | Pont          | Pont          | Helyezés      |
| ---------- | ----------- | ----- | ----- | ---------- | ---------- | --------- | --------- | ---------- | ---------- | ----- | ----- | --------- | --------- | ---------------- | ---------------- | ------------- | ------------- | ------------- | ------------- | ------------- | ------------- | ------------- | ------------- |
| Gerry Moro | Tízpróba    | 11,49 | 690   | 691 cm     | 802        | 13,99 m   | 727       | 186 cm     | 734        | 52,02 | 720   | 16,28     | 723       | nem állt rajthoz | nem állt rajthoz | nem ért célba | nem ért célba | nem ért célba | nem ért célba | nem ért célba | nem ért célba | nem ért célba | nem ért célba |

Női
| Versenyző                 | Versenyszám | Előfutam | Előfutam | Előfutam | Negyeddöntő | Negyeddöntő | Negyeddöntő | Elődöntő | Elődöntő | Elődöntő | Döntő   | Döntő    |
| Versenyző                 | Versenyszám | Idő      | Hely.    | Össz.    | Idő         | Hely.       | Össz.       | Idő      | Hely.    | Össz.    | Idő     | Helyezés |
| ------------------------- | ----------- | -------- | -------- | -------- | ----------- | ----------- | ----------- | -------- | -------- | -------- | ------- | -------- |
| Joyce Sadowick-Yakubowich | 400 m       | 54,59    | 6.       | 38.      | kiesett     | kiesett     | kiesett     | kiesett  | kiesett  | kiesett  | kiesett | kiesett  |
| Abby Hoffman              | 800 m       | 2:01,57  | 2.       | 6.       |             |             |             | 2:01,37  | 3.       | 3.       | 2:00,17 | 8.       |
| Glenda Reiser             | 1500 m      | 4:06,71  | 2.       | 2.       |             |             |             | 4:09,51  | 7.       | 13.      | kiesett | kiesett  |
| Thelma Wright             | 1500 m      | 4:15,43  | 5.       | 22.      |             |             |             | kiesett  | kiesett  | kiesett  | kiesett | kiesett  |

| Versenyző            | Versenyszám | Selejtező | Selejtező | Döntő    | Döntő    |
| Versenyző            | Versenyszám | Eredmény  | Helyezés  | Eredmény | Helyezés |
| -------------------- | ----------- | --------- | --------- | -------- | -------- |
| Debbie Brill         | Magasugrás  | 176 cm    | 6.**      | 182 cm   | 8.       |
| Louise Hannah-Walker | Magasugrás  | 173 cm    | 29.       | kiesett  | kiesett  |
| Brenda Eisler        | Távolugrás  | 610 cm    | 22.       | kiesett  | kiesett  |
| Debbie Van Kiekebelt | Távolugrás  | 607 cm    | 24.       | kiesett  | kiesett  |

| Versenyző            | Versenyszám | 100 m gát | 100 m gát | Súlylökés | Súlylökés | Magasugrás | Magasugrás | Távolugrás | Távolugrás | 200 m | 200 m | Végeredmény | Végeredmény |
| Versenyző            | Versenyszám | Idő       | Pont      | Eredmény  | Pont      | Eredmény   | Pont       | Eredmény   | Pont       | Idő   | Pont  | Pont        | Helyezés    |
| -------------------- | ----------- | --------- | --------- | --------- | --------- | ---------- | ---------- | ---------- | ---------- | ----- | ----- | ----------- | ----------- |
| Diane Jones          | Ötpróba     | 14,79     | 772       | 15,05 m   | 898       | 174 cm     | 974        | 593 cm     | 891        | 25,37 | 814   | 4349        | 10.         |
| Debbie Van Kiekebelt | Ötpróba     | 14,39     | 818       | 13,16 m   | 789       | 168 cm     | 915        | 598 cm     | 902        | 24,98 | 848   | 4272        | 15.         |

* - egy másik versenyzővel azonos időt/eredményt ért el

** - nyolc másik versenyzővel azonos eredményt ért el

## Birkózás
Kötöttfogású
| Versenyző    | Versenyszám | 1. forduló                   | 2. forduló                        | 3. forduló        | 4. forduló        | 5. forduló        | 6. forduló        | Döntő             | Helyezés    |
| Versenyző    | Versenyszám | Ellenfél Eredmény            | Ellenfél Eredmény                 | Ellenfél Eredmény | Ellenfél Eredmény | Ellenfél Eredmény | Ellenfél Eredmény | Ellenfél Eredmény | Helyezés    |
| ------------ | ----------- | ---------------------------- | --------------------------------- | ----------------- | ----------------- | ----------------- | ----------------- | ----------------- | ----------- |
| Ole Sorensen | 68 kg       | Heinz Rhyn (SUI) · kétvállas | Mohamed Bahamou (MAR) · kétvállas | kiesett           | kiesett           | kiesett           | kiesett           | kiesett           | helyezetlen |

Szabadfogású
| Versenyző       | Versenyszám | 1. forduló                    | 2. forduló                       | 3. forduló                         | 4. forduló                  | 5. forduló                                   | 6. forduló        | 7. forduló        | Döntő             | Helyezés    |
| Versenyző       | Versenyszám | Ellenfél Eredmény             | Ellenfél Eredmény                | Ellenfél Eredmény                  | Ellenfél Eredmény           | Ellenfél Eredmény                            | Ellenfél Eredmény | Ellenfél Eredmény | Ellenfél Eredmény | Helyezés    |
| --------------- | ----------- | ----------------------------- | -------------------------------- | ---------------------------------- | --------------------------- | -------------------------------------------- | ----------------- | ----------------- | ----------------- | ----------- |
| Gordon Bertie   | 52 kg       | Javier León (PER) · kétvállas | Andrzej Kudelski (POL) · 1-3     | James Carr (USA) · kétvállas       | Kató Kijomi (JPN) · 3.5-0.5 | Kim Gvanghjong (Gim Gwanghyeong) (PRK) · 3-1 | kiesett           |                   | kiesett           | 6.          |
| Egon Beiler     | 57 kg       | Moises López (MEX) · 3-1      | Ivan Kuleshov (URS) · 3.5-0.5    | kiesett                            | kiesett                     | kiesett                                      | kiesett           | kiesett           | kiesett           | helyezetlen |
| Pat Bolger      | 62 kg       | Kenneth Dawes (GBR) · 0.5-3.5 | Carlos Hurtado (PER) · kétvállas | Petre Coman (ROU) · kétvállas      | Vehbi Akdağ (TUR) · 3.5-0.5 | kiesett                                      | kiesett           |                   | kiesett           | helyezetlen |
| Ronald Ouellet  | 68 kg       | Klaus Rost (FRG) · kétvállas  | Safer Sali (YUG) · 1-3           | Georges Carbasse (FRA) · kétvállas | kiesett                     | kiesett                                      |                   |                   | kiesett           | helyezetlen |
| Alfred Wurr     | 74 kg       | Adolf Seger (FRG) · kétvállas | Yury Gusov (URS) · kétvállas     | kiesett                            | kiesett                     | kiesett                                      | kiesett           |                   | kiesett           | helyezetlen |
| Taras Hyrb      | 82 kg       | Ivan Iliev (BUL) · 3-1        | Kovács István (HUN) · 3-1        | kiesett                            | kiesett                     | kiesett                                      | kiesett           |                   | kiesett           | helyezetlen |
| George Saunders | 90 kg       | Chandgi Ram (IND) · kétvállas | Paweł Kurczewski (POL) · 3-1     | visszalépett                       | kiesett                     | kiesett                                      | kiesett           |                   | kiesett           | helyezetlen |
| Harry Geris     | 100 kg      | Jada Sizuo (JPN) · kétvállas  | Enache Panait (ROU) · 3-1        | Ivan Jarigin (URS) · kétvállas     | kiesett                     | kiesett                                      |                   |                   | kiesett           | helyezetlen |

## Cselgáncs
| Versenyző          | Versenyszám  | Csoport | Selejtező         | 1. forduló                                | 2. forduló              | 3. forduló                     | 4. forduló        | Vigaszág 1. forduló                   | Vigaszág 2. forduló          | Vigaszág 3. forduló     | Elődöntő          | Döntő             | Helyezés |
| Versenyző          | Versenyszám  | Csoport | Ellenfél Eredmény | Ellenfél Eredmény                         | Ellenfél Eredmény       | Ellenfél Eredmény              | Ellenfél Eredmény | Ellenfél Eredmény                     | Ellenfél Eredmény            | Ellenfél Eredmény       | Ellenfél Eredmény | Ellenfél Eredmény | Helyezés |
| ------------------ | ------------ | ------- | ----------------- | ----------------------------------------- | ----------------------- | ------------------------------ | ----------------- | ------------------------------------- | ---------------------------- | ----------------------- | ----------------- | ----------------- | -------- |
| Alan Sakai         | Könnyűsúly   | B       |                   | Edward Mullen (GBR) · V                   | kiesett                 | kiesett                        | kiesett           |                                       |                              |                         |                   |                   | 19.      |
| William McGregor   | Váltósúly    | B       |                   | Vang Zsung-hszi (Wang Jong-She) (ROC) · V | kiesett                 | kiesett                        | kiesett           |                                       |                              |                         |                   |                   | 18.      |
| Philip Illingworth | Középsúly    | A       | erőnyerő          | Carlos Socias (DOM) · GY                  | Slavko Obadov (YUG) · V | kiesett                        | kiesett           |                                       |                              |                         |                   |                   | 13.      |
| Terry Farnsworth   | Félnehézsúly | B       |                   | Varga Imre (HUN) · GY                     | José Ibañez (CUB) · GY  | Paul Barth (FRG) · V           |                   |                                       | Helmut Howiller (GDR) · V    | kiesett                 | kiesett           | kiesett           | 7.       |
| Doug Rogers        | Nehézsúly    | A       |                   | Keith Remfry (GBR) · GY                   | Erich Butka (AUT) · GY  | Jean-Claude Brondani (FRA) · V | kiesett           |                                       |                              |                         |                   |                   | 9.       |
| Doug Rogers        | Nyílt        | A       |                   | Jean-Claude Brondani (FRA) · V            |                         |                                |                   | Luvsansharavyn Rentsendorj (MGL) · GY | Tijini Ben Kassou (MAR) · GY | Angelo Parisi (GBR) · V | kiesett           | kiesett           | 5.       |

## Evezés
| Versenyző                                                                         | Versenyszám              | Előfutam | Előfutam | Vigaszág | Vigaszág | Elődöntő | Elődöntő | Döntő   | Döntő   | Döntő   | Helyezés    |
| Versenyző                                                                         | Versenyszám              | Idő      | Hely.    | Idő      | Hely.    | Idő      | Hely.    | Típus   | Idő     | Hely.   | Helyezés    |
| --------------------------------------------------------------------------------- | ------------------------ | -------- | -------- | -------- | -------- | -------- | -------- | ------- | ------- | ------- | ----------- |
| Peter Barr John McNiven                                                           | Kétpárevezős             | 7:21,69  | 5.       | 7:29,05  | 4.       | kiesett  | kiesett  | kiesett | kiesett | kiesett | helyezetlen |
| Andrew van Ruyven Richard Symsyk                                                  | Kormányos nélküli kettes | 7:46,90  | 4.       | 7:45,71  | 3.       | kiesett  | kiesett  | kiesett | kiesett | kiesett | helyezetlen |
| Michael Neary Trevor Josephson Robert Battersby (kormányos)                       | Kormányos kettes         | 7:49,54  | 4.       | 8:12,69  | 2.       | 8:28,82  | 6.       | B       | 8:00,27 | 3.      | 9.          |
| Ian Gordon Karel Jonker Gregory Rokosh Donald Curphey                             | Kormányos nélküli négyes | 7:02,34  | 3.       | 7:06,90  | 2.       | 7:13,61  | 4.       | B       | 6:57,18 | 3.      | 9.          |
| Edgar Smith James Walker Roger Jackson Robert Cunliffe Michael Conway (kormányos) | Kormányos négyes         | 7:01,52  | 4.       | 7:04,35  | 2.       | 7:31,90  | 5.       | B       | 7:16,13 | 6.      | 12.         |

## Íjászat
| Versenyző        | Versenyszám  | 1. forduló | 1. forduló | 2. forduló | 2. forduló | Összesítés | Összesítés |
| Versenyző        | Versenyszám  | Pont       | Hely.      | Pont       | Hely.      | Pont       | Helyezés   |
| ---------------- | ------------ | ---------- | ---------- | ---------- | ---------- | ---------- | ---------- |
| Elmer Ewert      | Férfi egyéni | 1194       | 11.        | 1165       | 32.        | 2359       | 25.        |
| Don Jackson      | Férfi egyéni | 1225       | 3.         | 1212       | 12.        | 2437       | 6.         |
| Wayne Pullen     | Férfi egyéni | 1145       | 34.        | 1130       | 46.        | 2275       | 41.        |
| Mary Grant       | Női egyéni   | 1148       | 21.        | 1202       | 3.         | 2350       | 11.        |
| Vi Muir          | Női egyéni   | 981        | 40.        | 974        | 39.        | 1955       | 39.        |
| Marjory Saunders | Női egyéni   | 1083       | 31.        | 1109       | 30.        | 2192       | 32.        |

## Kajak-kenu

### Síkvízi
Férfi
| Versenyző                                           | Versenyszám         | Előfutam | Előfutam | Előfutam | Vigaszág | Vigaszág | Vigaszág | Elődöntő | Elődöntő | Elődöntő | Döntő   | Döntő    |
| Versenyző                                           | Versenyszám         | Idő      | Hely.    | Össz.    | Idő      | Hely.    | Össz.    | Idő      | Hely.    | Össz.    | Idő     | Helyezés |
| --------------------------------------------------- | ------------------- | -------- | -------- | -------- | -------- | -------- | -------- | -------- | -------- | -------- | ------- | -------- |
| Dean Oldershaw                                      | Kajak egyes 1000 m  | 4:07,52  | 3.       | 10.      | erőnyerő | erőnyerő | erőnyerő | 3:59,23  | 5.       | 13.      | kiesett | kiesett  |
| Denis Barré Jean Barré                              | Kajak kettes 1000 m | 3:51,30  | 4.       | 12.      | 3:49,48  | 3.       | 13.      | 3:38,56  | 5.       | 12.      | kiesett | kiesett  |
| Denis Barré Jean Barré Dean Oldershaw James Reardon | Kajak négyes 1000 m | 3:29,75  | 6.       | 17.      | 3:19,77  | 3.       | 7.       | 3:20,53  | 5.       | 15.      | kiesett | kiesett  |
| John Wood                                           | Kenu egyes 1000 m   | 4:56,70  | 7.       | 12.      | 4:24,40  | 5.       | 5.       |          |          |          | kiesett | kiesett  |
| John Wood Scott Lee                                 | Kenu kettes 1000 m  | 4:12,35  | 3.       | 4.       | erőnyerő | erőnyerő | erőnyerő | 4:02,67  | 4.       | 12.      | kiesett | kiesett  |

Női
| Versenyző                         | Versenyszám        | Előfutam | Előfutam | Előfutam | Vigaszág | Vigaszág | Vigaszág | Elődöntő | Elődöntő | Elődöntő | Döntő   | Döntő    |
| Versenyző                         | Versenyszám        | Idő      | Hely.    | Össz.    | Idő      | Hely.    | Össz.    | Idő      | Hely.    | Össz.    | Idő     | Helyezés |
| --------------------------------- | ------------------ | -------- | -------- | -------- | -------- | -------- | -------- | -------- | -------- | -------- | ------- | -------- |
| Marjorie Homer-Dixon              | Kajak egyes 500 m  | 2:17,38  | 6.       | 11.      | 2:10,79  | 3.       | 5.       | 2:12,51  | 4.       | 11.      | kiesett | kiesett  |
| Marjorie Homer-Dixon Claudia Hunt | Kajak kettes 500 m | 2:11,24  | 6.       | 11.      | 2:03,60  | 5.       | 5.       |          |          |          | kiesett | kiesett  |

### Szlalom
Férfi
| Versenyző         | Versenyszám | Döntő    | Döntő    | Döntő    | Döntő    | Döntő         | Helyezés |
| Versenyző         | Versenyszám | 1. futam | 1. futam | 2. futam | 2. futam | Jobb eredmény | Helyezés |
| Versenyző         | Versenyszám | Pont     | Hely.    | Pont     | Hely.    | Pont          | Helyezés |
| ----------------- | ----------- | -------- | -------- | -------- | -------- | ------------- | -------- |
| Hermann Kerckhoff | Kajak egyes | 640,54   | 37.      | 595,46   | 36.      | 595,46        | 37.      |
| Eric Munshaw      | Kajak egyes | 434,08   | 28.      | 536,60   | 35.      | 434,08        | 34.      |
| Heinz Poenn       | Kajak egyes | 469,91   | 32.      | 459,28   | 33.      | 459,28        | 35.      |
| William Griffith  | Kenu egyes  | 571,50   | 18.      | 530,64   | 16.      | 530,64        | 19.      |

## Kerékpározás

### Országúti kerékpározás
| Versenyző                                              | Versenyszám     | Idő             | Helyezés      |
| ------------------------------------------------------ | --------------- | --------------- | ------------- |
| Brian Chewter                                          | Mezőnyverseny   | 4:17:09 (+2:32) | 52.           |
| Gilles Durand                                          | Mezőnyverseny   | 4:17:13 (+2:36) | 72.           |
| Lindsay Gauld                                          | Mezőnyverseny   | nem ért célba   | nem ért célba |
| Tom Morris                                             | Mezőnyverseny   | 4:17:09 (+2:32) | 62.           |
| Brian Chewter Gilles Durand Jack McCullough Tom Morris | Csapat időfutam | 2:19:39 (+8:22) | 23.           |

### Pálya-kerékpározás
Sprintverseny
| Versenyző    | Versenyszám  | 1. forduló                                               | 1. forduló | Vigaszág                        | Vigaszág | 2. forduló                                        | 2. forduló | Vigaszág                                           | Vigaszág | Nyolcaddöntő           | Nyolcaddöntő | Vigaszág selejtező     | Vigaszág selejtező | Vigaszág döntő       | Vigaszág döntő | Negyeddöntő          | Elődöntő             | Döntő                | Helyezés    |
| Versenyző    | Versenyszám  | Ellenfelek Győztes idő                                   | Hely.      | Ellenfelek Győztes idő          | Hely.    | Ellenfelek Győztes idő                            | Hely.      | Ellenfelek Győztes idő                             | Hely.    | Ellenfelek Győztes idő | Hely.        | Ellenfelek Győztes idő | Hely.              | Ellenfél Győztes idő | Hely.          | Ellenfél Győztes idő | Ellenfél Győztes idő | Ellenfél Győztes idő | Helyezés    |
| ------------ | ------------ | -------------------------------------------------------- | ---------- | ------------------------------- | -------- | ------------------------------------------------- | ---------- | -------------------------------------------------- | -------- | ---------------------- | ------------ | ---------------------- | ------------------ | -------------------- | -------------- | -------------------- | -------------------- | -------------------- | ----------- |
| Edward McRae | Férfi egyéni | John Nicholson (AUS) · Mabruk Ilmarimi Mah (LIB) · 11,20 | 2.         | Víctor Limba (ARG) · idő nélkül | 1.       | Robert Maveau (BEL) · Omar Phakadze (URS) · 11,98 | 3.         | Peter van Doorn (NED) · Csó Josikazu (JPN) · 11,74 | 3.       | kiesett                | kiesett      | kiesett                | kiesett            | kiesett              | kiesett        | kiesett              | kiesett              | kiesett              | helyezetlen |

Időfutam
| Versenyző      | Versenyszám  | Idő     | Helyezés |
| -------------- | ------------ | ------- | -------- |
| Jocelyn Lovell | Férfi egyéni | 1:09,03 | 15.      |

Üldözőversenyek
| Versenyző                                          | Versenyszám  | Selejtező | Selejtező | Negyeddöntő  | Negyeddöntő | Negyeddöntő | Elődöntő     | Elődöntő  | Elődöntő | Döntő        | Döntő     | Helyezés |
| Versenyző                                          | Versenyszám  | Idő       | Hely.     | Ellenfél Idő | Saját idő   | Hely.       | Ellenfél Idő | Saját idő | Hely.    | Ellenfél Idő | Saját idő | Helyezés |
| -------------------------------------------------- | ------------ | --------- | --------- | ------------ | ----------- | ----------- | ------------ | --------- | -------- | ------------ | --------- | -------- |
| Ron Hayman                                         | Férfi egyéni | 5:17,51   | 22.       | kiesett      | kiesett     | kiesett     | kiesett      | kiesett   | kiesett  | kiesett      | kiesett   | 22.      |
| Ron Hayman Brian Keast Jocelyn Lovell Edward McRae | Férfi csapat | 4:48,90   | 19.       | kiesett      | kiesett     | kiesett     | kiesett      | kiesett   | kiesett  | kiesett      | kiesett   | 19.      |

## Lovaglás
Díjlovaglás
| Versenyző                                                  | Ló                             | Versenyszám | Selejtező | Selejtező | Döntő   | Döntő    |
| Versenyző                                                  | Ló                             | Versenyszám | Pont      | Hely.     | Pont    | Helyezés |
| ---------------------------------------------------------- | ------------------------------ | ----------- | --------- | --------- | ------- | -------- |
| Christilot Hanson-Boylen                                   | Armagnac                       | Egyéni      | 1615      | 8.        | 1081    | 9.       |
| Cindy Neale-Ishoy                                          | Bonne Année                    | Egyéni      | 1424      | 26.       | kiesett | kiesett  |
| Lorraine Stubbs                                            | Venezuela                      | Egyéni      | 1379      | 30.       | kiesett | kiesett  |
| Christilot Hanson-Boylen Cindy Neale-Ishoy Lorraine Stubbs | Armagnac Bonne Année Venezuela | Csapat      |           |           | 4418    | 6.       |

Díjugratás
| Versenyző                                      | Ló                                      | Versenyszám | 1. forduló | 1. forduló | 2. forduló | 2. forduló | Összesen | Összesen |
| Versenyző                                      | Ló                                      | Versenyszám | Pont       | Hely.      | Pont       | Hely.      | Pont     | Helyezés |
| ---------------------------------------------- | --------------------------------------- | ----------- | ---------- | ---------- | ---------- | ---------- | -------- | -------- |
| James Day                                      | Steelmaster                             | Egyéni      | 0,00       | 1.         | 8,75       | 4.         | 8,75     | 4.*      |
| Jim Elder                                      | Shoeman                                 | Egyéni      | 24,00      | 43.        | kiesett    | kiesett    | 24,00    | 43.      |
| Terrance Millar                                | Le Dauphin                              | Egyéni      | 16,00      | 31.        | kiesett    | kiesett    | 16,00    | 31.      |
| James Day Jim Elder Ian Millar Terrance Millar | Happy Fellow Houdini Shoeman Le Dauphin | Csapat      | 36,00      | 7.         | 28,00      | 4.         | 64,00    | 6.       |

Lovastusa
| Versenyző                                       | Ló                                | Versenyszám | Díjlovaglás | Díjlovaglás | Tereplovaglás | Tereplovaglás | Díjugratás    | Díjugratás    | Végeredmény | Végeredmény |
| Versenyző                                       | Ló                                | Versenyszám | Bünt.       | Hely.       | Bünt.         | Hely.         | Bünt.         | Hely.         | Bünt.       | Helyezés    |
| ----------------------------------------------- | --------------------------------- | ----------- | ----------- | ----------- | ------------- | ------------- | ------------- | ------------- | ----------- | ----------- |
| Clint Banbury                                   | Paladin                           | Egyéni      | -70,00      | 60.         | nem ért célba | nem ért célba | kiesett       | kiesett       | kiesett     | kiesett     |
| Robin Hahn                                      | Lord Jim                          | Egyéni      | -60,33      | 37.         | nem ért célba | nem ért célba | kiesett       | kiesett       | kiesett     | kiesett     |
| Jim Henry                                       | Harper                            | Egyéni      | -78,67      | 68.         | -44,00        | 32.           | -2,00         | 14.           | -124,67     | 32.         |
| Wendy Irving                                    | High Wind                         | Egyéni      | -61,00      | 39.         | -165,60       | 45.           | -22,00        | 41.           | -248,60     | 44.         |
| Clint Banbury Robin Hahn Jim Henry Wendy Irving | Paladin Lord Jim Harper High Wind | Csapat      | -191,33     | 15.         | -40,80        | 14.           | nem ért célba | nem ért célba | kiesett     | kiesett     |

* - két másik versenyzővel azonos eredményt ért el

## Műugrás
Férfi
| Versenyző     | Versenyszám        | Selejtező | Selejtező | Döntő   | Döntő    |
| Versenyző     | Versenyszám        | Pont      | Helyezés  | Pont    | Helyezés |
| ------------- | ------------------ | --------- | --------- | ------- | -------- |
| Scott Cranham | Egyéni műugrás     | 339,21    | 14.       | kiesett | kiesett  |
| Scott Cranham | Egyéni toronyugrás | 263,52    | 27.       | kiesett | kiesett  |
| Ron Friesen   | Egyéni toronyugrás | 272,94    | 20.       | kiesett | kiesett  |
| Ron Friesen   | Egyéni műugrás     | 313,11    | 25.       | kiesett | kiesett  |
| Kenneth Sully | Egyéni műugrás     | 336,12    | 16.       | kiesett | kiesett  |
| Kenneth Sully | Egyéni toronyugrás | 262,26    | 29.       | kiesett | kiesett  |

Női
| Versenyző       | Versenyszám        | Selejtező | Selejtező | Döntő   | Döntő    |
| Versenyző       | Versenyszám        | Pont      | Helyezés  | Pont    | Helyezés |
| --------------- | ------------------ | --------- | --------- | ------- | -------- |
| Liz Carruthers  | Egyéni műugrás     | 243,84    | 20.       | kiesett | kiesett  |
| Teri York       | Egyéni műugrás     | 247,14    | 19.       | kiesett | kiesett  |
| Beverly Boys    | Egyéni műugrás     | 274,35    | 7.        | 418,89  | 5.       |
| Beverly Boys    | Egyéni toronyugrás | 183,99    | 14.       | kiesett | kiesett  |
| Nancy Robertson | Egyéni toronyugrás | 196,26    | 7.        | 334,02  | 7.       |
| Kathy Rollo     | Egyéni toronyugrás | 187,62    | 11.       | 317,31  | 9.       |

## Ökölvívás
| Versenyző       | Versenyszám | Selejtező                         | 32-es főtábla              | Nyolcaddöntő                      | Negyeddöntő              | Elődöntő          | Döntő             | Helyezés |
| Versenyző       | Versenyszám | Ellenfél Eredmény                 | Ellenfél Eredmény          | Ellenfél Eredmény                 | Ellenfél Eredmény        | Ellenfél Eredmény | Ellenfél Eredmény | Helyezés |
| --------------- | ----------- | --------------------------------- | -------------------------- | --------------------------------- | ------------------------ | ----------------- | ----------------- | -------- |
| Chris Ius       | Légsúly     | erőnyerő                          | Ali Ouabbou (MAR) · 3-2    | Georgi Kosztadinov (BUL) · 0-5    | kiesett                  | kiesett           | kiesett           | 9.       |
| Leslie Hamilton | Harmatsúly  | Stefan Förster (GDR) · 1-4        | kiesett                    | kiesett                           | kiesett                  | kiesett           | kiesett           | 33.      |
| Dale Anderson   | Pehelysúly  | erőnyerő                          | Clemente Rojas (COL) · 2-3 | kiesett                           | kiesett                  | kiesett           | kiesett           | 17.      |
| Jose Martinez   | Könnyűsúly  | Gianbattista Capretti (ITA) · RSC | kiesett                    | kiesett                           | kiesett                  | kiesett           | kiesett           | 33.      |
| Carroll Morgan  | Nehézsúly   |                                   |                            | Fatai Ayinla-Adekunle (NGR) · 3-2 | Hasse Thomsén (SWE) · KO | kiesett           | kiesett           | 5.       |

## Öttusa
| Versenyző                                     | Versenyszám | Lovaglás      | Lovaglás      | Lovaglás      | Vívás    | Vívás | Vívás | Lövészet | Lövészet | Lövészet | Úszás  | Úszás | Úszás | Futás   | Futás | Futás | Összesen    | Összesen |
| Versenyző                                     | Versenyszám | Idő           | Pont          | Hely.         | Eredmény | Pont  | Hely. | Pontszám | Pont     | Hely.    | Idő    | Pont  | Hely. | Idő     | Pont  | Hely. | Összes pont | Helyezés |
| --------------------------------------------- | ----------- | ------------- | ------------- | ------------- | -------- | ----- | ----- | -------- | -------- | -------- | ------ | ----- | ----- | ------- | ----- | ----- | ----------- | -------- |
| Kenneth Maaten                                | Egyéni      | 2:54,9        | 880           | 51.           | 17–41    | 544   | 55.   | 184      | 780      | 39.      | 4:20,3 | 792   | 57.   | 14:18,7 | 991   | 45.   | 3987        | 56.      |
| Scott Scheuermann                             | Egyéni      | 2:29,1        | 1005          | 26.           | 11–47    | 430   | 59.   | 186      | 824      | 37.      | 3:48,9 | 1044  | 29.   | 15:32,9 | 769   | 59.   | 4072        | 54.      |
| George Skene                                  | Egyéni      | nem ért célba | nem ért célba | nem ért célba | 14–44    | 487   | 58.   | 181      | 714      | 48.      | 3:40,8 | 1108  | 14.   | 14:19,2 | 988   | 46.   | 3297        | 59.      |
| Kenneth Maaten Scott Scheuermann George Skene | Csapat      |               | 1885          | 19.           |          | 1440  | 19.   |          | 2318     | 14.      |        | 2944  | 13.   |         | 2748  | 19.   | 11335       | 19.      |

## Sportlövészet
Nyílt
| Versenyző        | Versenyszám           | Pont | Helyezés |
| ---------------- | --------------------- | ---- | -------- |
| William Hare     | Gyorstüzelő pisztoly  | 577  | 41.      |
| Jules Sobrian    | Gyorstüzelő pisztoly  | 582  | 29.      |
| Jules Sobrian    | Szabadpisztoly        | 534  | 45.      |
| Edward Jans      | Szabadpisztoly        | 542  | 32.      |
| Gil Boa          | Sportpuska, fekvő     | 590  | 50.      |
| Alf Mayer        | Sportpuska, fekvő     | 590  | 47.      |
| Alf Mayer        | Sportpuska, összetett | 1123 | 42.      |
| Arne Sorensen    | Sportpuska, összetett | 1105 | 49.      |
| James Platz      | Trap                  | 184  | 29.      |
| John Primrose    | Trap                  | 192  | 7.       |
| Bruno De Costa   | Skeet                 | 188  | 25.      |
| Donald Sanderlin | Skeet                 | 178  | 50.      |

## Súlyemelés
| Versenyző     | Versenyszám | Nyomás   | Nyomás   | Szakítás                 | Szakítás                 | Lökés    | Lökés    | Összesen | Helyezés |
| Versenyző     | Versenyszám | Eredmény | Helyezés | Eredmény                 | Helyezés                 | Eredmény | Helyezés | Összesen | Helyezés |
| ------------- | ----------- | -------- | -------- | ------------------------ | ------------------------ | -------- | -------- | -------- | -------- |
| Chun Hon Chan | 52 kg       | 92,5     | 15.      | 87,5                     | 14.                      | 112,5    | 13.      | 292,5    | 13.      |
| Keith Adams   | 75 kg       | 137,5    | 18.      | érvényes kísérlet nélkül | érvényes kísérlet nélkül | kiesett  | kiesett  | kiesett  | kiesett  |
| Wayne Wilson  | 90 kg       | 137,5    | 18.      | 127,5                    | 16.                      | 170,0    | 16.      | 435,0    | 17.      |
| Price Morris  | 110 kg      | 155,0    | 24.      | 127,5                    | 21.                      | 175,0    | 22.      | 457,5    | 22.      |

## Torna
Férfi
| Versenyző    | Versenyszám      | Selejtező | Selejtező | Döntő    | Döntő    |
| Versenyző    | Versenyszám      | Pontszám  | Helyezés  | Pontszám | Helyezés |
| ------------ | ---------------- | --------- | --------- | -------- | -------- |
| Bruce Medd   | Talaj            | 6,75      | 112.      | kiesett  | kiesett  |
| Bruce Medd   | Korlát           | 6,30      | 112.      | kiesett  | kiesett  |
| Bruce Medd   | Nyújtó           | 3,90      | 113.      | kiesett  | kiesett  |
| Bruce Medd   | Egyéni összetett | 16,95     | 112.      | kiesett  | kiesett  |
| Steve Mitruk | Talaj            | 15,45     | 109.      | kiesett  | kiesett  |
| Steve Mitruk | Ugrás            | 17,75     | 82.       | kiesett  | kiesett  |
| Steve Mitruk | Korlát           | 16,20     | 108.      | kiesett  | kiesett  |
| Steve Mitruk | Nyújtó           | 16,60     | 88.       | kiesett  | kiesett  |
| Steve Mitruk | Gyűrű            | 16,00     | 104.      | kiesett  | kiesett  |
| Steve Mitruk | Lólengés         | 17,30     | 62.       | kiesett  | kiesett  |
| Steve Mitruk | Egyéni összetett | 99,30     | 97.*      | kiesett  | kiesett  |
| André Simard | Talaj            | 15,95     | 104.      | kiesett  | kiesett  |
| André Simard | Ugrás            | 17,45     | 93.       | kiesett  | kiesett  |
| André Simard | Korlát           | 16,65     | 102.      | kiesett  | kiesett  |
| André Simard | Nyújtó           | 15,95     | 97.       | kiesett  | kiesett  |
| André Simard | Gyűrű            | 16,45     | 97.       | kiesett  | kiesett  |
| André Simard | Lólengés         | 14,85     | 99.       | kiesett  | kiesett  |
| André Simard | Egyéni összetett | 97,30     | 104.      | kiesett  | kiesett  |

Női
| Versenyző                                                                                               | Versenyszám      | Selejtező | Selejtező | Döntő    | Döntő    |
| Versenyző                                                                                               | Versenyszám      | Pontszám  | Helyezés  | Pontszám | Helyezés |
| --- | ---------------- | --------- | --------- | -------- | -------- |
| Lise Arsenault-Goertz                                                                                   | Talaj            | 17,80     | 53.       | kiesett  | kiesett  |
| Lise Arsenault-Goertz                                                                                   | Ugrás            | 17,80     | 51.       | kiesett  | kiesett  |
| Lise Arsenault-Goertz                                                                                   | Felemás korlát   | 17,40     | 71.       | kiesett  | kiesett  |
| Lise Arsenault-Goertz                                                                                   | Gerenda          | 16,25     | 100.      | kiesett  | kiesett  |
| Lise Arsenault-Goertz                                                                                   | Egyéni összetett | 69,25     | 68.       | kiesett  | kiesett  |
| Susan Buchanan                                                                                          | Talaj            | 17,40     | 82.       | kiesett  | kiesett  |
| Susan Buchanan                                                                                          | Ugrás            | 17,75     | 52.       | kiesett  | kiesett  |
| Susan Buchanan                                                                                          | Felemás korlát   | 17,30     | 74.       | kiesett  | kiesett  |
| Susan Buchanan                                                                                          | Gerenda          | 15,20     | 116.      | kiesett  | kiesett  |
| Susan Buchanan                                                                                          | Egyéni összetett | 67,65     | 91.**     | kiesett  | kiesett  |
| Jennifer Diachun                                                                                        | Talaj            | 18,10     | 30.       | kiesett  | kiesett  |
| Jennifer Diachun                                                                                        | Ugrás            | 17,90     | 46.       | kiesett  | kiesett  |
| Jennifer Diachun                                                                                        | Felemás korlát   | 17,75     | 60.       | kiesett  | kiesett  |
| Jennifer Diachun                                                                                        | Gerenda          | 17,10     | 62.       | kiesett  | kiesett  |
| Jennifer Diachun                                                                                        | Egyéni összetett | 70,85     | 50.*      | kiesett  | kiesett  |
| Nancy McDonnell                                                                                         | Talaj            | 17,55     | 72.       | kiesett  | kiesett  |
| Nancy McDonnell                                                                                         | Ugrás            | 18,00     | 37.       | kiesett  | kiesett  |
| Nancy McDonnell                                                                                         | Felemás korlát   | 17,65     | 63.       | kiesett  | kiesett  |
| Nancy McDonnell                                                                                         | Gerenda          | 16,95     | 67.       | kiesett  | kiesett  |
| Nancy McDonnell                                                                                         | Egyéni összetett | 70,15     | 57.*      | kiesett  | kiesett  |
| Teresa McDonnell                                                                                        | Talaj            | 17,95     | 43.       | kiesett  | kiesett  |
| Teresa McDonnell                                                                                        | Ugrás            | 17,75     | 52.       | kiesett  | kiesett  |
| Teresa McDonnell                                                                                        | Felemás korlát   | 17,40     | 71.       | kiesett  | kiesett  |
| Teresa McDonnell                                                                                        | Gerenda          | 17,40     | 41.       | kiesett  | kiesett  |
| Teresa McDonnell                                                                                        | Egyéni összetett | 70,50     | 55.*      | kiesett  | kiesett  |
| Sharon Tsukamoto                                                                                        | Talaj            | 17,25     | 90.       | kiesett  | kiesett  |
| Sharon Tsukamoto                                                                                        | Ugrás            | 17,45     | 75.       | kiesett  | kiesett  |
| Sharon Tsukamoto                                                                                        | Felemás korlát   | 17,10     | 82.       | kiesett  | kiesett  |
| Sharon Tsukamoto                                                                                        | Gerenda          | 16,75     | 79.       | kiesett  | kiesett  |
| Sharon Tsukamoto                                                                                        | Egyéni összetett | 68,55     | 80.**     | kiesett  | kiesett  |
| Lise Arsenault-Goertz Susan Buchanan Jennifer Diachun Nancy McDonnell Teresa McDonnell Sharon Tsukamoto | Csapat összetett |           |           | 350,25   | 11.      |

* - egy másik versenyzővel azonos eredményt ért el

** - két másik versenyzővel azonos eredményt ért el

## Úszás
Férfi
| Versenyző                                                                | Versenyszám            | Előfutam | Előfutam | Előfutam | Elődöntő | Elődöntő | Elődöntő | Döntő   | Döntő    |
| Versenyző                                                                | Versenyszám            | Idő      | Hely.    | Össz.    | Idő      | Hely.    | Össz.    | Idő     | Helyezés |
| ------------------------------------------------------------------------ | ---------------------- | -------- | -------- | -------- | -------- | -------- | -------- | ------- | -------- |
| Brian Phillips                                                           | 100 m gyors            | 53,75    | 2.       | 10.      | 53,73    | 6.       | 12.      | kiesett | kiesett  |
| Robert Kasting                                                           | 100 m gyors            | 54,07    | 3.       | 15.      | 53,62    | 5.       | 10.      | kiesett | kiesett  |
| Robert Kasting                                                           | 100 m pillangó         | 57,65    | 3.       | 11.      | 57,67    | 6.       | 10.      | kiesett | kiesett  |
| Bruce Robertson                                                          | 100 m pillangó         | 56,45    | 1.       | 1.*      | 56,86    | 2.       | 4.       | 55,56   |          |
| Bruce Robertson                                                          | 100 m gyors            | 54,76    | 5.       | 28.      | kiesett  | kiesett  | kiesett  | kiesett | kiesett  |
| Bruce Robertson                                                          | 200 m gyors            | 1:59,02  | 3.       | 19.      |          |          |          | kiesett | kiesett  |
| Bruce Robertson                                                          | 400 m gyors            | 4:20,31  | 5.       | 31.      |          |          |          | kiesett | kiesett  |
| Ralph Hutton                                                             | 400 m gyors            | 4:09,27  | 3.       | 11.      |          |          |          | kiesett | kiesett  |
| Ralph Hutton                                                             | 200 m gyors            | 1:56,84  | 2.       | 8.       |          |          |          | 1:57,56 | 8.       |
| Ian MacKenzie                                                            | 200 m gyors            | 2:01,22  | 6.       | 32.      |          |          |          | kiesett | kiesett  |
| Ian MacKenzie                                                            | 100 m hát              | 1:01,11  | 4.       | 16.      | 1:00,92  | 7.       | 13.      | kiesett | kiesett  |
| Ian MacKenzie                                                            | 200 m hát              | 2:16,36  | 5.       | 27.      |          |          |          | kiesett | kiesett  |
| John Hawes                                                               | 200 m hát              | 2:15,34  | 6.       | 24.      |          |          |          | kiesett | kiesett  |
| William Kennedy                                                          | 200 m hát              | 2:12,55  | 3.       | 15.      |          |          |          | kiesett | kiesett  |
| Deane Buckboro                                                           | 1500 m gyors           | 16:52,50 | 4.       | 14.      |          |          |          | kiesett | kiesett  |
| Erik Fish                                                                | 100 m hát              | 1:00,81  | 2.       | 13.      | 1:00,73  | 6.       | 12.      | kiesett | kiesett  |
| Clay Evans                                                               | 100 m hát              | 1:01,69  | 3.       | 24.      | kiesett  | kiesett  | kiesett  | kiesett | kiesett  |
| Clay Evans                                                               | 200 m vegyes           | 2:15,19  | 3.       | 17.      |          |          |          | kiesett | kiesett  |
| Douglas Jamison                                                          | 200 m vegyes           | 2:17,71  | 3.       | 27.      |          |          |          | kiesett | kiesett  |
| David Brumwell                                                           | 200 m vegyes           | 2:16,84  | 4.       | 23.      |          |          |          | kiesett | kiesett  |
| David Brumwell                                                           | 400 m vegyes           | 4:52,41  | 4.       | 21.      |          |          |          | kiesett | kiesett  |
| William Mahony                                                           | 100 m mell             | 1:07,14  | 2.       | 8.       | 1:07,06  | 5.       | 11.      | kiesett | kiesett  |
| William Mahony                                                           | 200 m mell             | 2:26,71  | 2.       | 9.*      |          |          |          | kiesett | kiesett  |
| Robert Stoddart                                                          | 200 m mell             | 2:30,08  | 4.       | 16.      |          |          |          | kiesett | kiesett  |
| Robert Stoddart                                                          | 100 m mell             | 1:08,44  | 2.       | 14.      | 1:08,61  | 7.       | 15.      | kiesett | kiesett  |
| Michael Whitaker                                                         | 100 m mell             | 1:08,86  | 3.       | 17.      | kiesett  | kiesett  | kiesett  | kiesett | kiesett  |
| Michael Whitaker                                                         | 200 m mell             | 2:33,47  | 4.       | 26.*     |          |          |          | kiesett | kiesett  |
| Byron MacDonald                                                          | 100 m pillangó         | 57,56    | 4.       | 10.      | 57,06    | 3.       | 7.       | 57,27   | 6.       |
| Byron MacDonald                                                          | 200 m pillangó         | 2:12,12  | 5.       | 23.      |          |          |          | kiesett | kiesett  |
| Ronald Jacks                                                             | 200 m pillangó         | 2:09,04  | 5.       | 15.      |          |          |          | kiesett | kiesett  |
| Ronald Jacks                                                             | 400 m gyors            | 4:16,08  | 4.       | 23.      |          |          |          | kiesett | kiesett  |
| Bruce Robertson Brian Phillips Timothy Bach Robert Kasting               | 4 × 100 m gyorsváltó   | 3:35,64  | 3.       | 4.       |          |          |          | 3:33,20 | 5.       |
| Bruce Robertson Brian Phillips Ian MacKenzie Ralph Hutton Deane Buckboro | 4 × 200 m gyorsváltó   | 7:57,69  | 2.       | 7.       |          |          |          | 7:53,61 | 7.       |
| Erik Fish William Mahony Bruce Robertson Robert Kasting William Kennedy  | 4 × 100 m vegyes váltó | 3:57,05  | 2.       | 4.       |          |          |          | 3:52,26 |          |

Női
| Versenyző                                                    | Versenyszám            | Előfutam | Előfutam | Előfutam | Elődöntő | Elődöntő | Elődöntő | Döntő   | Döntő    |
| Versenyző                                                    | Versenyszám            | Idő      | Hely.    | Össz.    | Idő      | Hely.    | Össz.    | Idő     | Helyezés |
| ------------------------------------------------------------ | ---------------------- | -------- | -------- | -------- | -------- | -------- | -------- | ------- | -------- |
| Judith Wright                                                | 100 m gyors            | 1:01,97  | 3.       | 25.      | kiesett  | kiesett  | kiesett  | kiesett | kiesett  |
| Mary Beth Rondeau                                            | 100 m gyors            | 1:01,46  | 3.       | 17.      | kiesett  | kiesett  | kiesett  | kiesett | kiesett  |
| Mary Beth Rondeau                                            | 200 m gyors            | 2:13,52  | 4.       | 18.      |          |          |          | kiesett | kiesett  |
| Mary Beth Rondeau                                            | 400 m gyors            | 4:36,71  | 3.       | 13.      |          |          |          | kiesett | kiesett  |
| Mary Beth Rondeau                                            | 800 m gyors            | 9:43,31  | 5.       | 22.      |          |          |          | kiesett | kiesett  |
| Brenda Holmes                                                | 800 m gyors            | 9:39,44  | 5.       | 19.      |          |          |          | kiesett | kiesett  |
| Karen LeGresley                                              | 800 m gyors            | 9:37,13  | 4.       | 17.      |          |          |          | kiesett | kiesett  |
| Karen LeGresley                                              | 200 m gyors            | 2:16,34  | 6.       | 25.      |          |          |          | kiesett | kiesett  |
| Merrily Stratten                                             | 200 m gyors            | 2:12,44  | 4.       | 13.      |          |          |          | kiesett | kiesett  |
| Anne Marie McCaffrey                                         | 400 m gyors            | 4:39,92  | 4.       | 17.      |          |          |          | kiesett | kiesett  |
| Wendy Cook-Hogg                                              | 100 m gyors            | 1:01,20  | 2.       | 14.      | 1:01,26  | 7.       | 15.      | kiesett | kiesett  |
| Wendy Cook-Hogg                                              | 200 m hát              | 2:25,71  | 2.       | 11.      |          |          |          | kiesett | kiesett  |
| Wendy Cook-Hogg                                              | 100 m hát              | 1:07,00  | 1.       | 4.       | 1:06,89  | 4.       | 6.       | 1:06,70 | 5.       |
| Catherine Raftery                                            | 100 m hát              | 1:09,72  | 5.       | 23.      | kiesett  | kiesett  | kiesett  | kiesett | kiesett  |
| Donna-Marie Gurr                                             | 100 m hát              | 1:07,45  | 1.       | 5.       | 1:07,37  | 5.       | 9.       | kiesett | kiesett  |
| Donna-Marie Gurr                                             | 200 m hát              | 2:25,33  | 2.       | 8.       |          |          |          | 2:23,22 |          |
| Leslie Cliff                                                 | 200 m hát              | 2:25,08  | 1.       | 6.       |          |          |          | 2:25,80 | 8.       |
| Leslie Cliff                                                 | 200 m vegyes           | 2:25,59  | 2.       | 4.       |          |          |          | 2:24,83 | 5.       |
| Leslie Cliff                                                 | 400 m vegyes           | 5:08,64  | 1.       | 3.       |          |          |          | 5:03,57 |          |
| Leslie Cliff                                                 | 100 m pillangó         | 1:09,29  | 6.       | 23.      | kiesett  | kiesett  | kiesett  | kiesett | kiesett  |
| Marilyn Corson                                               | 100 m pillangó         | 1:06,26  | 5.       | 12.      | 1:06,78  | 7.       | 13.      | kiesett | kiesett  |
| Susan Smith                                                  | 100 m pillangó         | 1:09,38  | 7.       | 24.      | kiesett  | kiesett  | kiesett  | kiesett | kiesett  |
| Jennifer McHugh                                              | 200 m pillangó         | 2:30,36  | 7.       | 20.      |          |          |          | kiesett | kiesett  |
| Jennifer McHugh                                              | 400 m vegyes           | 5:20,25  | 3.       | 17.      |          |          |          | kiesett | kiesett  |
| Deborah Bengtson                                             | 400 m vegyes           | 5:21,62  | 4.       | 19.      |          |          |          | kiesett | kiesett  |
| Karen James                                                  | 200 m vegyes           | 2:31,25  | 4.       | 24.      |          |          |          | kiesett | kiesett  |
| Martha Nelson                                                | 200 m vegyes           | 2:30,51  | 3.       | 18.      |          |          |          | kiesett | kiesett  |
| Sylvia Dockerill                                             | 100 m mell             | 1:18,64  | 5.       | 18.      | kiesett  | kiesett  | kiesett  | kiesett | kiesett  |
| Marian Stuart                                                | 100 m mell             | 1:18,69  | 6.       | 19.      | kiesett  | kiesett  | kiesett  | kiesett | kiesett  |
| Marian Stuart                                                | 200 m mell             | 2:49,11  | 4.       | 19.      |          |          |          | kiesett | kiesett  |
| Rose-Marie Pepe                                              | 200 m mell             | 2:54,75  | 7.       | 36.      |          |          |          | kiesett | kiesett  |
| Jane Wright                                                  | 200 m mell             | 2:47,85  | 3.       | 16.      |          |          |          | kiesett | kiesett  |
| Jane Wright                                                  | 100 m mell             | 1:20,56  | 6.       | 31.      | kiesett  | kiesett  | kiesett  | kiesett | kiesett  |
| Wendy Cook-Hogg Judith Wright Mary Beth Rondeau Leslie Cliff | 4 × 100 m gyorsváltó   | 4:05,95  | 4.       | 8.       |          |          |          | 4:03,83 | 7.       |
| Wendy Cook-Hogg Sylvia Dockerill Marilyn Corson Leslie Cliff | 4 × 100 m vegyes váltó | 4:31,87  | 4.       | 5.       |          |          |          | 4:31,56 | 7.       |

* - egy másik versenyzővel azonos időt ért el

## Vitorlázás
Nyílt
| Versenyző                         | Versenyszám     | Futam | Futam | Futam  | Futam | Futam  | Futam  | Futam | Pontszám | Helyezés |
| Versenyző                         | Versenyszám     | 1     | 2     | 3      | 4     | 5      | 6      | 7     | Pontszám | Helyezés |
| --------------------------------- | --------------- | ----- | ----- | ------ | ----- | ------ | ------ | ----- | -------- | -------- |
| John Clarke                       | Finn dingi      | 34,0  | 28,0  | 28,0   | 14,0  | 23,0   | (41,0) | 14,0  | 141,0    | 20.      |
| Peter Bjorn Ian Bruce             | Csillaghajó     | 15,0  | 18,0  | (22,0) | 0,0   | 21,0   | 21,0   | 19,0  | 94,0     | 12.      |
| Ted Hains Larry Scott             | Tempest         | 23,0  | 10,0  | (24,0) | 20,0  | 24,0   | 16,0   | 21,0  | 114,0    | 15.      |
| Don Andrews Peter Byrne           | Repülő hollandi | 24,0  | 19,0  | 13,0   | 16,0  | 18,0   | (27,0) | 27,0  | 117,0    | 15.      |
| Neil Gunn Frank Hall Allan Leibel | Sárkányhajó     | 10,0  | 16,0  | 3,0    | 16,0  | (32,0) | 24,0   |       | 69,0     | 9.       |
| Paul Côté John Ekels David Miller | Soling          | 5,7   | 5,7   | 14,0   | 5,7   | 16,0   | (27,0) |       | 47,1     |          |

## Vívás
Férfi
| Versenyző                                         | Versenyszám       | Selejtező | Selejtező | Selejtező | Selejtező | Negyeddöntő       | Negyeddöntő | Elődöntő          | Elődöntő | Döntő             | Döntő   | Helyezés    |
| Versenyző                                         | Versenyszám       | 1. kör | 1. kör    | 2. kör | 2. kör    | Negyeddöntő       | Negyeddöntő | Elődöntő          | Elődöntő | Döntő             | Döntő   | Helyezés    |
| Versenyző                                         | Versenyszám       | Ellenfél Eredmény | Hely.     | Ellenfél Eredmény | Hely.     | Ellenfél Eredmény | Hely.       | Ellenfél Eredmény | Hely.    | Ellenfél Eredmény | Hely.   | Helyezés    |
| ------------------------------------------------- | ----------------- | --- | --------- | --- | --------- | ----------------- | ----------- | ----------------- | -------- | ----------------- | ------- | ----------- |
| Magdy Conyd                                       | Tőr, egyéni       | 8. csoport · Mihai Ţiu (ROU) · 0-5 · Szerizava Icsiró (JPN) · 0-5 · František Koukal (TCH) · 2-5 · Omar Vergara (ARG) · 3-5 · Carl Borack (USA) · 1-5                                       | 6.        | kiesett | kiesett   | kiesett           | kiesett     | kiesett           | kiesett  | kiesett           | kiesett | helyezetlen |
| Herbert Obst                                      | Tőr, egyéni       | 9. csoport · Christian Noël (FRA) · 1-5 · Nicola Granieri (ITA) · 1-5 · Nakadzsima Hirosi (JPN) · 5-3 · Jesús Gil (CUB) · 5-2 · Per Sundberg (SWE) · 2-5                                    | 5.        | kiesett | kiesett   | kiesett           | kiesett     | kiesett           | kiesett  | kiesett           | kiesett | helyezetlen |
| Lester Wong                                       | Tőr, egyéni       | 7. csoport · Daniel Revenu (FRA) · 0-5 · Joseph Freeman (USA) · 3-5 · Anatolij Kotyesev (URS) · 4-5 · Michael Breckin (GBR) · 0-5 · Vicente Calderón (MEX) · 3-5 · Bülent Erdem (TUR) · 3-5 | 7.        | kiesett | kiesett   | kiesett           | kiesett     | kiesett           | kiesett  | kiesett           | kiesett | helyezetlen |
| Herbert Obst                                      | Párbajtőr, egyéni | 11. csoport · Schmitt Pál (HUN) · 0-5 · Karl-Heinz Müller (AUT) · 1-5 · Pongrácz Antal (ROU) · 3-5 · Carlos Calderón (MEX) · 4-5 · Orvar Jönsson (SWE) · 5-2                                | 6.        | kiesett | kiesett   | kiesett           | kiesett     | kiesett           | kiesett  | kiesett           | kiesett | helyezetlen |
| Gerry Wiedel                                      | Párbajtőr, egyéni | 10. csoport · Kulcsár Győző (HUN) · 3-5 · Peter Lötscher (SUI) · 5-3 · Ivan Kemnitz (DEN) · 5-3 · Andréasz Vjenópulosz (GRE) · 5-2 · Stephen Netburn (USA) · 4-5                            | 2.        | 5. csoport · Igor Valetov (URS) · 3-5 · Bernd Uhlig (GDR) · 1-5 · Rudolf Trost (AUT) · 4-5 · Edward Bourne (GBR) · 0-5 · Daniel Feraud (ARG) · 5-3 | 5.        | kiesett           | kiesett     | kiesett           | kiesett  | kiesett           | kiesett | helyezetlen |
| Lester Wong                                       | Párbajtőr, egyéni | 2. csoport · Hans-Jürgen Hehn (FRG) · 3-5 · Nicola Granieri (ITA) · 3-5 · Bohdan Gonsior (POL) · 2-5 · Luis Stephens (MEX) · 5-3 · Ali Chekr (LIB) · 3-5                                    | 5.        | kiesett | kiesett   | kiesett           | kiesett     | kiesett           | kiesett  | kiesett           | kiesett | helyezetlen |
| Robert Foxcroft                                   | Kard, egyéni      | 7. csoport · Pézsa Tibor (HUN) · 0-5 · Eddy Ham (NED) · 2-5 · Bernard Vallée (FRA) · 0-5 · Anani Mikhaylov (BUL) · 1-5 · Enrique Barza (PER) · 4-5                                          | 6.        | kiesett | kiesett   | kiesett           | kiesett     | kiesett           | kiesett  | kiesett           | kiesett | helyezetlen |
| Magdy Conyd Herbert Obst Gerry Wiedel Lester Wong | Tőr, csapat       | 4. csoport · Románia (ROU) · 0-16 · Magyarország (HUN) · 3-13 | 4.        | |           | kiesett           | kiesett     | kiesett           | kiesett  | kiesett           | kiesett | helyezetlen |
| Magdy Conyd Herbert Obst Gerry Wiedel Lester Wong | Párbajtőr, csapat | 2. csoport · Szovjetunió (URS) · 3-13 · Ausztria (AUT) · 4-12 | 4.        | kiesett | kiesett   | kiesett           | kiesett     | kiesett           | kiesett  | kiesett           | kiesett | helyezetlen |

Női
| Versenyző     | Versenyszám | Selejtező | Selejtező | Negyeddöntő       | Negyeddöntő | Elődöntő          | Elődöntő | Döntő             | Döntő   | Helyezés    |
| Versenyző     | Versenyszám | Ellenfél Eredmény | Hely.     | Ellenfél Eredmény | Hely.       | Ellenfél Eredmény | Hely.    | Ellenfél Eredmény | Hely.   | Helyezés    |
| ------------- | ----------- | --- | --------- | ----------------- | ----------- | ----------------- | -------- | ----------------- | ------- | ----------- |
| Donna Hennyey | Tőr, egyéni | 5. csoport · Galina Gorohova (URS) · 0-4 · Jeneiné Gyulai Ilona (ROU) · 3-4 · Giulia Lorenzoni (ITA) · 2-4 · Elke Radlingmaier (AUT) · 4-2 | 5.        | kiesett           | kiesett     | kiesett           | kiesett  | kiesett           | kiesett | helyezetlen |

## Vízilabda
| Kanadai férfi vízilabdacsapat-játékoskeret                                                 | Kanadai férfi vízilabdacsapat-játékoskeret                                          |
| ------------------------------------------------------------------------------------------ | ----------------------------------------------------------------------------------- |
| - Clifford Barry - Gabor Csepregi - Jack Gauldie - David Hart - Stephen Hart - Guy Leclerc | - Donald Packer - William Van der Pol - Rick Pugliese - Alan Pyle - Robert Thompson |

### Eredmények
Csoportkör
A csoport
| Csapat                 | M | Gy | D | V | G+ | G– | Gk  | P  |
| ---------------------- | - | -- | - | - | -- | -- | --- | -- |
| Egyesült Államok (USA) | 5 | 5  | 0 | 0 | 31 | 18 | +13 | 10 |
| Jugoszlávia (YUG)      | 5 | 4  | 0 | 1 | 35 | 24 | +11 | 8  |
| Kuba (CUB)             | 5 | 3  | 0 | 2 | 28 | 23 | +5  | 6  |
| Románia (ROU)          | 5 | 2  | 0 | 3 | 38 | 26 | +12 | 4  |
| Mexikó (MEX)           | 5 | 1  | 0 | 4 | 25 | 30 | –5  | 2  |
| Kanada (CAN)           | 5 | 0  | 0 | 5 | 14 | 50 | –36 | 0  |

| 1972. augusztus 27. 10:00 | Jugoszlávia (YUG)    | 12 – 4 | Kanada (CAN) |  |
| 1972. augusztus 27. 10:00 | (3–1, 4–1, 3–1, 2–1) |        |              |  |
| 1972. augusztus 27. 10:00 | Janković 3           |        | Barry 2      |  |

| 1972. augusztus 28. 15:00 | Mexikó (MEX)         | 7 – 3 | Kanada (CAN)    |  |
| 1972. augusztus 28. 15:00 | (2–1, 0–1, 1–0, 4–1) |       |                 |  |
| 1972. augusztus 28. 15:00 | Fernández 4          |       | három játékos 1 |  |

| 1972. augusztus 29. 11:00 | Egyesült Államok (USA) | 8 – 1 | Kanada (CAN) |  |
| 1972. augusztus 29. 11:00 | (2–0, 3–0, 1–0, 2–1)   |       |              |  |
| 1972. augusztus 29. 11:00 | három játékos 2        |       | Packer 1     |  |

| 1972. augusztus 30. 12:00 | Románia (ROU)        | 16 – 4 | Kanada (CAN) |  |
| 1972. augusztus 30. 12:00 | (1–1, 6–1, 5–1, 4–1) |        |              |  |
| 1972. augusztus 30. 12:00 | Rus 6                |        | Packer 2     |  |

| 1972. augusztus 31. 11:00 | Kuba (CUB)           | 7 – 2 | Kanada (CAN) |  |
| 1972. augusztus 31. 11:00 | (2–0, 2–0, 1–2, 2–0) |       |              |  |
| 1972. augusztus 31. 11:00 | Pérez 2              |       | Packer 2     |  |

| Csapat       | Helyezés |
| ------------ | -------- |
| Kanada (CAN) | 16.      |